# Taïeb Louhichi
Taïeb Louhichi, né le 16 juin 1948 à Mareth et mort le 21 février 2018 à Tunis, est un réalisateur, scénariste, sociologue et producteur tunisien.

## Biographie
Taïeb Louhichi suit des études de lettres puis obtient un doctorat en sociologie. Il se tourne vers le cinéma à l'Institut de formation cinématographique et à l'École de Vaugirard de Paris.
Il tourne plusieurs courts métrages parmi lesquels figurent Mon village, un village parmi tant d'autres, lauréat du Tanit d'or aux Journées cinématographiques de Carthage de 1972, et El Khammès (Le Métayer), primé dans de nombreux festivals en 1976.
En 1982, son premier long métrage, L'Ombre de la terre, reçoit plusieurs prix dont le prix du meilleur scénario et la manivelle d'or au FESPACO ; il est également primé à la Semaine de la critique à Cannes. En 1989, il tourne Layla, ma raison qui est sélectionné en compétition officielle à la Mostra de Venise et obtient en 1991 le Prix du public au premier Festival du cinéma africain de Milan. Il est également fait chevalier de l'ordre des Arts et des Lettres en France.
Il est victime en 2006 d'un accident de la route aux Émirats arabes unis où il devait présider le jury d'un festival local ; il y perd l'usage de ses membres.
Figure importante du cinéma arabe et africain,,,,,, de nombreux hommages lui sont rendus pour souligner son parcours,,,. Il tourne un documentaire en 2011, Les Gens de l'étincelle, sur les protagonistes de la révolution tunisienne de 2011, puis L'Enfant du soleil en 2013. Son dernier long métrage, La Rumeur de l’eau, sort en salle en Tunisie, à titre posthume, le 2 mars 2018.
En 2020, sa ville natale Mareth organise la première édition du Festival de cinéma Taïeb Louhichi. Un ciné-club à son nom est établi à Gabès.

## Filmographie

### Longs métrages
- 1982 : L'Ombre de la terre
- 1989 : Layla, ma raison
- 1998 : Noces de lune
- 2003 : La Danse du vent
- 2013 : L'Enfant du soleil
- 2017 : La Rumeur de l'eau

### Courts métrages
- 1970 : Masques
- 1971 : Loge d'artiste
- 1971 : Le Cri de pierre
- 1971 : Labyrinthes
- 1973 : Ziara ou visite à l'aïeul marabout
- 1975 : El Khammès
- 1978 : Carthage an 12
- 1994 : Le chant du Baye Fall
- 1995 : La Cité des sciences à Tunis
- 1999 : La Force des petits
- 2000 : Le Fil d'Oumou Sy

### Documentaires
- 1972 : Mon village, un village parmi tant d'autres
- 1977 : Le Temps d'apprendre
- 1983 : Gabès, l'oasis et l'usine
- 1987 : Gorée, l'île du grand-père
- 1990 : La Famille productive
- 1992 : Écrans d'Afrique
- 1994 : Kër Jo Ouakam
- 2004 : Opéra Ibn Sina, le making-of
- 2012 : Les Gens de l'étincelle

## Récompenses
- Journées cinématographiques de Carthage (1972) : Tanit d'or (court métrage documentaire) pour Mon village, un village parmi tant d'autres ;
- Journées cinématographiques de Carthage (1976) : Prix de la critique pour le court métrage El Khammès[21] ;
- Festival international du court métrage d'Oberhausen (1977) : Prix du jury international pour El Khammès ;
- Festival du film de Cabourg (1977) : Prix spécial du jury et Prix de la presse pour El Khammès[21] ;
- Festival international du court métrage de Lille (1977) : citation au palmarès pour El Khammès[21] ;
- ACCT[Quoi ?] (1979) : Grand Prix du court métrage pour El Khammès[21] ;
- Festival de Cannes (1982) : Prix de l'Unesco et mention œcuménique pour L'Ombre de la terre[22] ;
- Festival international du film de Mannheim-Heidelberg (1982) : Doukat d'or pour L'Ombre de la terre[23] ;
- Festival du film de Taormine (1982) : Prix de la Cité et de la critique italienne pour L'Ombre de la terre ;
- Festival international du film de Moscou (1983) : Prix spécial du jury pour L'Ombre de la terre ;
- Festival panafricain du cinéma et de la télévision de Ouagadougou (1983) : Prix du meilleur scénario et Prix du meilleur opérateur pour L'Ombre de la terre ;
- Vues d'Afrique (1985) : Grand Prix des Journées du cinéma africain de Montréal pour L'Ombre de la terre[24] ;
- Festival panafricain du cinéma et de la télévision de Ouagadougou (1991) : Prix de la meilleure prise de son pour Layla, ma raison ;
- Festival du cinéma d'Afrique, d'Asie et d'Amérique latine de Milan (1991) : Prix du public pour Layla, ma raison ;
- Rencontres cinématographiques de Dakar (1994) : Dak d'Or RECIDAK pour Kër Jo Ouakam[25] ;
- Bari International Film Festival (1998) : Grand Prix pour Noces de lune ;
- MNET[Quoi ?] (1998) : Prix du meilleur décor pour Noces de lune[26] ;
- Vues d'Afrique (1999) : Mention de la jeunesse aux Journées du cinéma africain ;
- Festival du film arabe de Rotterdam (2004) : Prix spécial du jury pour La Danse du vent[27] ;
- Festival du cinéma africain de Khouribga (2004) : Prix de la cinéphilie et du meilleur acteur pour La Danse du vent ;
- Festival international du cinéma arabe de Gabès (2015) : Prix d'honneur pour l'ensemble de son œuvre ;
- Écrans noirs (2015) : Prix d'honneur Charles-Menzah pour l'ensemble de son œuvre.
- Festival international du film transsaharien (2018) : Prix spécial du jury pour l'ensemble de son œuvre à titre posthume[28]
- FESPACO (2019) : hommage pour son œuvre[29]